# Супруновка (Белопольский район)
Супруновка (укр. Супрунівка) — село,
Супруновский сельский совет,
Белопольский район,
Сумская область,
Украина.
Код КОАТУУ — 5920688201. Население по переписи 2001 года составляло 284 человека .
Является административным центром Супруновского сельского совета, в который, кроме того, входят сёла
Беликовка,
Анновка-Терновская,
Першотравневое и
посёлок Лидино.

## Географическое положение
Село Супруновка находится между реками Бобрик и Локня (2,5 км).
На расстоянии до 2-х км расположены сёла Анновка-Терновская, Беликовка, Першотравневое и Иосипово.

## История
- Село основано в конце XVIII века.

## Экономика
- Молочно-товарная ферма.

## Объекты социальной сферы
- Дом культуры.
- Православный Храм Святой великомученицы Ирины